# Huis van de Vijf Zintuigen
Het Huis van de Vijf Zintuigen is het entreegebouw van attractiepark de Efteling.

## Het gebouw
Het gebouw is zeer opvallend door de vijf grote punten waar het rieten dak uit bestaat. Dit dak is met 4500 m² oppervlakte het grootste rieten dak ter wereld. Iedere punt van het dak symboliseert een zintuig, die tezamen de belevenis van de Efteling symboliseren. In het gebouw bevinden zich de kassa's, de gastenservice, de winkel Efteldingen, een toiletgroep en de studio van Efteling Kids Radio. Aan de achterzijde was in de beginjaren ook een horecapuntje te vinden.
De Efteling heeft later een sprookje bij het gebouw laten bedenken. Dit werd bedacht en geschreven door tekstschrijver Willem van der Oest.
Het sprookje van het Huis van de Vijf Zintuigen gaat over vijf koningszonen die, omdat ze niet wisten wie de koning moest opvolgen, het gebouw gebouwd hebben om samen te kunnen regeren over hun land. Ze hadden elk één zintuig dat veel beter was dan de andere. Samen hadden ze alle goede zintuigen en konden ze goed regeren, omdat een goede koning al zijn zintuigen nodig heeft. Elke dakpunt staat voor een zintuig. Het gebouw waarin ze woonden zou zó ver de grond in gezakt zijn, dat nu alleen nog het dak met de vijf punten te zien is.

## Geschiedenis

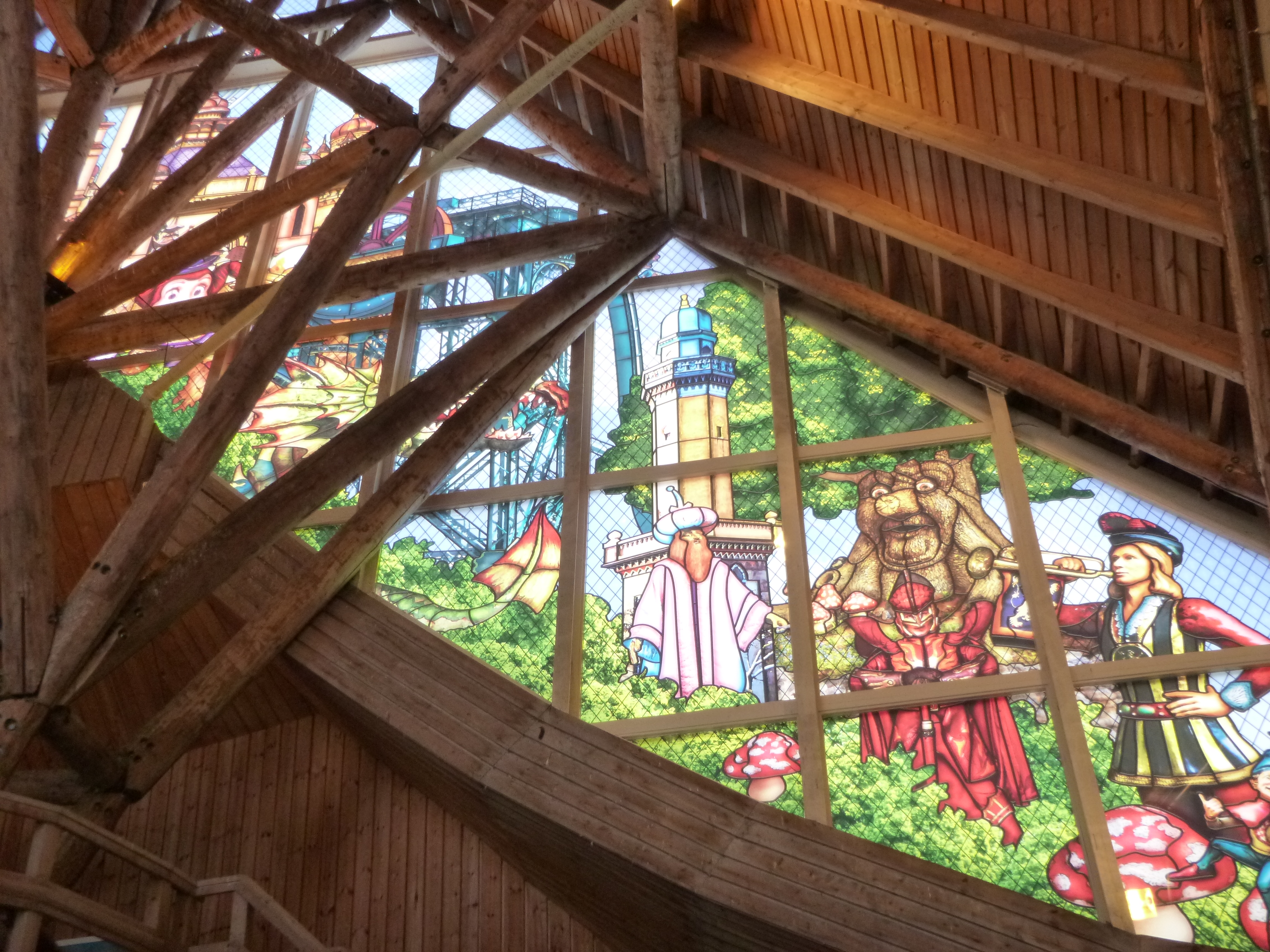

Tot 1995 had de Efteling een eenvoudig entreegebouw. Een gedeelte van deze oude ingang werd een jaar na sluiting nog gebruikt als personeelsingang en als opslag. In 2003 is het gehele gebouwtje gesloopt. Delen van het hekwerk van deze ingang zijn terug te vinden in de eerste ruimte van Villa Volta. Deze attractie staat ongeveer op de plaats waar zich vroeger de Ingang West bevond. 
De Efteling wilde een entreegebouw dat sprookjesachtiger was en de bezoeker gelijk in de juiste stemming zou brengen. Ton van de Ven heeft toen het Huis van de Vijf Zintuigen ontworpen. Volgens hem is de bouwstijl een combinatie tussen de bouwstijl op Sumatra en het Lavenlaar dat hij eerder voor het park had ontworpen. Oorspronkelijk zou het gebouw openen in 1995, maar door een bouwstaking kwam de bouw stil te liggen en was het pas gereed in oktober van dat jaar. De laatste weken van dat seizoen werd proefgedraaid en in 1996 werd de nieuwe entree geopend.
Sinds 2000 heeft de Efteling ook een ingang aan de achterzijde van het park, voor de gasten van Villa Pardoes.
Tevens heeft de Efteling voor gasten van het Efteling Wonder Hotel een aparte ingang bij speeltuin De Kleuterhof. De gasten die verblijven in Efteling Bosrijk of Efteling Loonsche Land komen het park binnen via een zijingang van het entreegebouw. Sinds 1 augustus 2025 kunnen gasten ook binnen het park verblijven. Op die datum is pal naast het Huis van de Vijf Zintuigen het Efteling Grand Hotel geopend. Gasten die in dit hotel verblijven krijgen toegang via de Sprookjesbospoort of de arcade van het hotel en hoeven dus niet langs het Huis van de Vijf Zintuigen te gaan.Door de arcade van het hotel, gaan niet alleen de hotelgasten, maar ook de gasten die niet in het park verblijven en dus wél langs het Huis van de Vijf Zintuigen gaan het park in.
Lijst van attracties in de Efteling · Lijst van sprookjes in de Efteling · Afbeeldingen